# (7345) Happer
(7345) Happer  es un asteroide perteneciente al grupo de los asteroides que cruzan la órbita de Marte.
Fue descubierto el 28 de julio de 1992 por Robert H. McNaught desde el Observatorio de Siding Spring.

## Designación y nombre
Designado provisionalmente como 1992 OF. Llamado así por Felix Happer, un personaje de la maravillosa película de Bill Forsyth, Local Hero. Happer deseaba desesperadamente que un cometa llevara su nombre; por el momento este planeta menor tendrá que bastar.

## Características orbitales
Happer está situado a una distancia media del Sol de 2,451 ua, pudiendo alejarse hasta 3,242 ua y acercarse hasta 1,660 ua. Su excentricidad es 0,323 y la inclinación orbital 3,680 grados. Emplea 1401,74 días en completar una órbita alrededor del Sol.

## Características físicas
La magnitud absoluta de Happer es 14,83. 